# Mezinárodní hokejový turnaj 1958
Mezinárodní hokejový turnaj se konal od 24. – 28. 1. 1958 v Československu. Zúčastnila se čtyři mužstva, která se utkala jednokolovým systémem každý s každým.

## Výsledky a tabulka
|    |               | SSSR | ČSR | WL  | ČSR B | V | R | P | Skóre | B |
| 1. | SSSR          | ***  | 6:3 | 7:2 | 3:1   | 3 | 0 | 0 | 16:6  | 6 |
| 2. | ČSR           | 3:6  | *** | 5:3 | 7:5   | 2 | 0 | 1 | 15:14 | 4 |
| 3. | Wembley Lions | 2:7  | 3:5 | *** | 8:2   | 1 | 0 | 2 | 13:14 | 2 |
| 4. | ČSR B         | 1:3  | 5:7 | 2:8 | ***   | 0 | 0 | 3 | 8:18  | 0 |

 Československo -  Wembley Lions 5:3 (2:2, 1:0, 2:1)
24. ledna 1958 – Praha

Branky a nahrávky ČSR :  1:0 3. Václav Pantůček (Jiří Hříbal), 2:2 16. Václav Pantůček (Karel Gut), 3:2 21. Miroslav Vlach (Miloslav Šašek), 4:2 41. František Schwach, 5:3 59. Josef Barta.

Branky a nahrávky Wembley Lions: 1:1 7. Les Anning (Ken Booth), 1:2 8. Les Anning, 4:3 45. Les Strongman (Les Anning).

Rozhodčí: Toni Neumaier (GER), Wilhelm Egginger (GER) 
ČSR: Jiří Kulíček – Karel Gut, František Tikal, Stanislav Sventek, Jan Kasper – Miloslav Šašek, František Schwach, Miroslav Vlach – Jiří Pokorný, Ján Starší, Július Černický – Josef Barta, Václav Pantůček, Jiří Hříbal.   			                             
Wembley Lions: Ron Kilbey – Clarence Rost, Buchanan, Roy Shepherd, Curly Leachman – Les Anning, Ken Booth, Les Strongman – Johnny Murray, Clare Smith, Gordie Lomer – Soffe.		 
 Československo B –  SSSR 1:3 (1:0, 0:2, 0:1)
24. ledna 1958 – Ostrava

Branky ČSR B: 15. Karol Fako.

Branky SSSR: 22. Jurij Krylov, 26. Jurij Krylov, 47. Alexej Guryšev.

Rozhodčí: Kurt Hauser (SUI), Hans-Rudolf Braun (SUI)

Vyloučení2:5 
ČSR B: Vladimír Nadrchal – Václav Šmat, Miloslav Kolář, Karel Nedvěd, Zdeněk Müller – Josef Vimmer, Václav Fröhlich, Jaroslav Jiřík – Jaroslav Volf, Karol Fako, Jaroslav Pavlů – Josef Klíma, Josef Seiler, Vlastimil Franc. 
SSSR: Jevgenij Jerkin – Nikolaj Sologubov, Ivan Trgubov, Jurij Baulin, Dmitrij Ukolov – Konstantin Loktěv, Venjamin Alexandrov, Alexandr Čerepanov – Jurij Krylov, Vladimir Jelisarov, Jurij Kopylov – Nikolaj Chlystov, Alexej Guryšev, Jurij Panťuchov. 
 Československo –  SSSR 3:6  (2:3, 0:2, 1:1)
26. ledna 1958 – Brno

Branky ČSR: 1. Miroslav Vlach, 15. Július Černický, 57. František Schwach.

Branky SSSR: 5. Nikolaj Chlystov, 6. Genrich Sidorenko, 7. Jurij Krylov, 32. Alexej Guryšev, 33. Venjamin Alexandrov, 56. Jurij Krylov.

Rozhodčí: : Toni Neumaier (GER), Wilhelm Egginger (GER)

Vyloučení: 2:4
ČSR: Jiří Kulíček – Rudolf Potsch, František Tikal, Jan Kasper, Stanislav Sventek – Miroslav Vlach, František Schwach, Miloslav Šašek – Július Černický, Ján Starší, Jiří Pokorný – Jiří Hříbal, Josef Seiler, Josef Táflík.
SSSR: Jevgenij Jerkin – Nikolaj Sologubov, Ivan Tregubov, Dmitrij Ukolov, Genrich Sidorenkov – Jurij Panťuchov, Alexej Guryšev, Nikolaj Chlystov – Konstantin Loktěv, Venjamin Alexandrov, Alexandr Čerepanov – Vladimir Jelisarov, Jurij Kopylov, Jurij Krylov.
 Československo B –  Wembley Lions 2:8  (0:3, 0:4, 2:1)
26. ledna 1958 – Olomouc

Branky ČSR B: 1:8 52př. Karol Fako, 2:8 60. Milan Jiroutek. 

Branky Wembley Lions: 0:1 1. Roy Shepherd (Ken Booth), 0:2 11. Les Anning (Ken Booth), 0:3 18. Les Anning, 0:4 22. Gordie Lomer, 0:5 24. Bert Smith, 0:6 28. Bert Smith, 0:7 33. Les Strongman (Ken Booth), 0:8 44. vlastní Vladimír Dvořáček. 

Rozhodčí: Kurt Hauser (SUI), Hans-Rudolf Braun (SUI)

Vyloučení: 0:1
ČSR B: Vladimír Nadrchal (29. Vladimír Dvořáček) – Zdeněk Müller, Karel Nedvěd, Dolínek, Václav Šmat – Josef Vimmer, Václav Fröhlich, Jaroslav Jiřík – Jaroslav Volf, Karol Fako, Jaroslav Pavlů – Josef Klíma, Milan Jiroutek, Vlastimil Franc.
Wembley Lions: Ron Kilbey – Clarence Rost, Buchanan, Roy Shepherd, Curly Leachman – Les Anning, Ken Booth, Les Strongman – Bert Smith, Gordon Scott, Gordie Lomer – Johnny Murray.
 SSSR –  Wembley Lions 7:2 (3:2, 1:0, 3:0)
28. ledna 1958 – Bratislava

Branky SSST: 1:0 1. Jurij Kopylov (Jurij Krylov, Vladimir Jelisarov), 2:0 2př. Ivan Tregubov,  3:1 8. Venjamin Alexandrov, 4:2 23. Nikolaj Chlystov, 5:2 41. Nikolaj Chlystov, 6:2 59. Alexej Guryšev, 7:2 60. Jurij Krylov.

Branky Wembley Lions: 2:1 7. Gordie Lomer, 3:2 17. Roy Shepherd (Les Strongman), 

Rozhodčí: Vojtěch Okoličány (TCH), Mikuláš Medzihradský (TCH)

Vyloučení: 2:4
SSSR: Grigorij Mkrtyčan – Nikolaj Sologubov, Ivan Tregubov, Dmitrij Ukolov, Genrich Sidorenkov – Vladimir Jelisarov, Jurij Kopylov, Jurij Krylov – Konstantin Loktěv, Venjamin Alexandrov, Alexandr Čerepanov – Valentin Bystrov, Alexej Guryšev, Nikolaj Chlystov.
Wembley Lions: Ron Kilbey – Clarence Rost, Buchanan, Roy Shepherd, Curly Leachman – Les Anning, Ken Booth, Les Strongman – Soffe, Bert Smith, Gordie Lomer.
 Československo –  Československo B	7:5 (1:3, 2:1, 4:1)
28. ledna 1958 – Gottwaldov

Branky ČSR: 1:1 František Schwach, 2:3 Miloslav Šašek, 3:3 vlastní, 4:4 Rudolf Potsch, 5:5 Ján Starší, 6:5 Miroslav Vlach, 7:5 Miloslav Šašek.

Branky ČSR B: 0:1 Jaroslav Pavlů, 1:2 Jaroslav Volf, 1:3 vlastní František Tikal, 3:4 Vlastimil Franc, 4:5 Karol Fako.

Rozhodčí: Oldřich Bartošek (TCH), Přikryl (TCH)
ČSR: Karel Straka (41. Jiří Kulíček) – František Tikal, Karel Gut, Stanislav Sventek, Rudolf Potsch (Jan Kasper) – Miloslav Šašek, František Schwach, Miroslav Vlach – Jiří Pokorný, Ján Starší, Július Černický – Josef Bárta, Josef Seiler, Jiří Hříbal.
ČSR B: Vladimír Dvořáček – Karel Nedvěd, Zdeněk Müller, Václav Šmat, Miloslav Kolář - Josef Vimmer, Václav Fröhlich, Jaroslav Jiřík – Jaroslav Volf, Karol Fako, Jaroslav Pavlů – Josef Táflík, Vlastimil Franc, Josef Klíma.